# Christopher Smart
Christopher Smart (11 de abril de 1722—21 de maio de 1771) foi um poeta britânico. Suas obras incluem A Song to David e Jubilate Agno, ambos os quais foram ao menos parcialmente escritos durante seu confinamento num hospício.